# النظاري (نجران)
قرية النظارة (أو النظّاري) تقع ضمن مركز يدمة في محافظة بدر الجنوب بمنطقة نجران في المملكة العربية السعودية.
النظّاري: أسرة سعودية تنحدر من منطقة نجران جنوب المملكة العربية السعودية، وتحديدًا من قرية النظّارة التابعة لمحافظة بدر الجنوب. يُنسب اسم العائلة إلى الموقع الجغرافي الذي عُرفت به، ويُعرف أفرادها بتاريخهم العريق وانتمائهم إلى البيئة النجرانية ذات الطابع القبلي والثقافي المميز.

## الموقع الإداري والجغرافي
- مركز يدمة يبعد حوالي 40 كم غرب مركز المحافظة، ويضم عدّة قرى من بينها: النظارة، الحجف، النهماء، المرتجم، والشبيكة.

محافظة بدر الجنوب تقع في شمال‑غرب منطقة نجران، على ارتفاع تقريبي 3000 قدم، وتتميّز بوفرة العيون والأودية ونمط معماري طيني تقليدي